# Złatna
Złatna est une localité polonaise de la gmina d’Ujsoły, située dans le powiat de Żywiec en voïvodie de Silésie.